# Klaus Zechiel-Eckes
Klaus Zechiel-Eckes, né à Pforzheim le 12 mai 1959 et mort à Cologne le 23 février 2010, est un historien et médiéviste allemand.

## Biographie
Bachelier en 1978, Klaus Zechiel-Eckes étudia l'histoire, les littératures romanes et la philologie médiévale de 1979 à 1990 à Sarrebruck et Fribourg. Son mémoire de fin d'études, présenté en 1984, a été publiée en 1994 dans le Zeitschrift für bayerische Landesgeschichte. Il a soutenu sa thèse de doctorat d'histoire, consacrée aux Concordia canonum de Cresconius, à Fribourg en 1990, et a soutenu sa thèse d'habilitation, consacrée à l'apport des sciences auxiliaires de l’histoire pour la connaissance de Florus de Lyon, en 1998. Il a été maître-assistant à LMU  de Munich (1999-2000) et à l'université de Zürich (2002-2003) avant de prendre la succession de Tilman Struve à la chaire d'histoire du Haut Moyen Âge de l'Université de Cologne.
Ses recherches concernent les rapports entre le droit canon, le pouvoir ecclésiastique et la politique royale à l'époque carolingienne, abordées par la pratique des sciences auxiliaires de l’histoire, notamment la codicologie.